# 단백질의 4차 구조

단백질의 4차 구조(Protein Quaternary Structure)는 단백질 복합체에서 다수의 접힌 단백질 서브 유닛의 배열이다. 여기에는 단순 이량체부터 대형 동종 올리고머 또는 정의되거나 가변적인 수의 서브 유닛이 있는 단백질 복합체까지 포함된다. 또한 핵산 및 기타 보조 인자가 있는 단백질의 생체분자 복합체를 지칭할 수도 있다.

## 설명 및 예시
많은 단백질은 실제로 다수의 폴리펩타이드 사슬의 모음이다. 단백질의 4차 구조는 서로에 대한 단백질 서브 유닛의 수 및 배열을 뜻한다. 단백질의 4차 구조를 갖는 단백질의 예는 헤모글로빈, DNA 중합효소, 이온 통로가 있다.
다양한 기능을 갖는 서브 유닛으로 구성된 효소는 전효소(Holoenzymes)라 불리며, 일부는 조절 서브 유닛으로 기능적 코어는 촉매 서브 유닛으로 알려져있다. 다단백질 복합로 지칭되는 다른 복합체도 단백질 4차 구조를 갖는다. 뉴클레오좀, 미세소관이 그 예이다. 단백질의 4차 구조의 변화는 개별 소단위 내의 형태적 변화 또는 소단위의 서로에 대한 재배치를 통해 발생한다. 다량체 효소의 협력적 결합 및 다른 자리 입체성 조절이 되는 변화를 통해 많은 단백질이 조절을 받고 생리학적 기능을 수행한다.

## 명명법
올리고머 복합체에서 서브 유닛의 수는 '-mer'로 끝나는 이름을 사용한다('part, subunit'에 대한 그리스어). 이 단어는 20개의 하위 단위에 사용할 수 있는 반면, 그 이상은 하위 단위의 수와 '-meric'으로 표시한다.
| - 1 = monomer / subunit (모노머/서브 유닛, 단량체) - 2 = dimer (다이머, 이량체) - 3 = trimer (트라이머, 삼량체) - 4 = tetramer (테트라머, 사량체) - 5 = pentamer (펜타머, 오량체) - 6 = hexamer (헥사머, 육량체) | - 7 = heptamer (헵타머, 칠량체) - 8 = octamer (옥타머, 팔량체) - 9 = nonamer (노나머, 구량체) - 10 = decamer (데카머, 십량체) - 11 = undecamer (언데카머, 십일량체) - 12 = dodecamer (도데카머, 십이량체) | - 13 = tridecamer (트리데카머, 십삼량체) - 14 = tetradecamer (테트라데카머, 십사량체) - 15 = pentadecamer (펜타데카머, 십오량체)* - 16 = hexadecamer (헥사데카머, 십육량체) - 17 = heptadecamer (헵타에카머, 십칠량체)* - 18 = octadecamer (옥타데카머, 십팔량체) | - 19 = nondecamer (노나데카머, 십구량체) - 20 = dicosamer (이십량체) - 21-mer (이십일량체) - 22-mer - 23-mer* |

* 알려진 예가 없다.
팔량체보다 수가 많은 복합체는 대부분의 단백질에서 거의 관찰되지 않지만 몇 가지 중요한 예외가 있다. 종종 캡시드는 60개의 단백질의 배수로 구성된다. 프로테아좀(4개의 칠량체 고리 = 28개의 서브 유닛), 전사 복합체 및 스플라이스좀과 같은 몇몇 분자 기계가 그 예이다. 리보솜은 가장 큰 분자 기계이며 많은 RNA와 단백질 분자로 구성된다.

## 결정
단백질의 4차 구조는 다양한 실험 조건에서 단백질 샘플을 필요로 하는 다양한 실험 기술을 사용하여 결정될 수있다. 실험은 천연 단백질의 질량의 추정치를 제공하고, 서브 유닛의 질량 또는 화학량론에 대한 지식과 함께, 단백질의 4차 구조가 주어진 정확도로 예측 될 수 있게 한다. 다양한 이유로 서브 유닛 조성물의 정확한 결정을 얻는 것이 항상 가능한 것은 아니다.

## 예측
다양한 형태의 유사 아미노산 조성을 사용하여 서열 정보에 기초하여 단백질의 4차 구조의 속성을 예측하기 위한 일부 생물 정보학 방법이 개발되었다(예를 들어, 참고 문헌 ).

### 온전한 복합체의 직접 질량 측정
- 침강-평형 초원심 분리
- 전기 분무 질량 분석법
- 질량 분석 면역 분석법(MSIA)

### 온전한 복합체의 직접 크기 측정
- 정적 광산란
- 크기 배제 크로마토그래피(교정 필요)
- 이중 편광 간섭계

### 온전한 복합체의 간접 크기 측정
- 침강 속도 분석 초원심 분리(확산 상수 측정)
- 동적 광산란 (번역 확산 상수 측정)
- 펄스-그라디언트 단백질 핵자기 공명(확산 상수 측정)
- 형광 편광(회전 확산 상수 측정)
- 유전 완화(회전 확산 상수 측정)
- 이중 편광 간섭계(복합체의 크기 및 밀도 측정)

## 단백질-단백질 상호 작용
단백질은 매우 단단한 복합체를 형성 할 수 있다. 예를 들어, 리보 핵산 가수 분해 효소 억제제는 대략 20fM 해리 상수로 핵산 가수 분해 효소 A에 결합한다. 다른 단백질은 다른 단백질, 예를 들어 비오틴 그룹(avidin), 인산화 티로신(SH2 도메인) 또는 프롤린 풍부 세그먼트(SH3 도메인)에서 특이적 부분에 특이적으로 결합하도록 진화되었다. 단백질-단백질 상호 작용은 특정 올리고머화 상태를 선호하도록 조작 될 수있다.

## 같이 보기
- 구조생물학
- 올리고머